# نخامية أمامية
النخامية الأمامية (بالإنجليزية: Anterior pituitary)‏ أو النخامية الغدية هي الفص الأمامي من الغدة النخامية وهي جزء هام من الجهاز الصماوي. تنظم النخامية الأمامية العديد من العمليات الفيزيولوجية في الجسم مثل الكرب والنمو الاستقلاب التكاثر. تقوم النخامية الأمامية بعملها عن طريق إفراز عدد من الهرمونات والتي تقوم بدورها بالتأثير على الأعضاء الهدف كالكظر والغدة الدرقية والعظام والأقناد. يتم تنظيم عمل النخامية الأمامية عن طريق هرمونات تحت المهاد وكذلك عن طريق الارتجاع السلبي (التلقيم الراجع السلبي) من قبل هرمونات الأعضاء الهدف.
كما توجد بها العديد من أنماط الخلايا في الغدة النخامية الأمامية .

## دورها في جهاز الغدد الصماء

### تنظيم الوطاء (تحت المهاد)
يتم تنظيم إفراز الهرمونات من الغدة النخامية الأمامية بتأثير الهرمونات التي يفرزها الوطاء. تعمل الخلايا العصبية الصماء في الوطاء على إسقاط محاور عصبية إلى البرزة المتوسطة، في قاعدة الدماغ. في هذا الموقع، تحرر هذه الخلايا موادًا في الأوعية الدموية الصغيرة التي تنتقل مباشرة إلى النخامية الأمامية (الأوعية الدموية الوطائية-النخامية البوابية).

### آليات التحكم الأخرى
بالإضافة إلى تحكم الوطاء في النخامية الأمامية، ثبت وجود أنظمة أخرى في الجسم تنظم وظيفة النخامية الأمامية. يمكن للغابا (حمض الغاما-أمينوبيوتيريك) أن يحفز أو يمنع إفراز الهرمون المنشط للجسم الأصفر (إل إتش) وهرمون النمو (جي إتش) ويمكن أن يحفز إفراز هرمون منبه الدرقية (تي إس إتش). من المعروف أن البروستاغلاندينات تثبط الهرمون الموجه لقشر الكظرية (إيه سي تي إتش) وتحفز تحرر هرمون منبه الدرقية وهرمون النمو والهرمون المنشط للجسم الأصفر. أظهرت التجارب على الغابا دوره في التأثير على الوطاء وعلى مستوى إفراز هرمون النمو. يدعم الدليل السريري النتائج التجريبية للتأثيرات الاستثارية والمثبطة للغابا على إفراز هرمون النمو، اعتمادًا على موقع عمل الغابا ضمن الجهاز الوطائي-النخامي.

## هرمونات النخامية الأمامية
| الهرمون                | مرادفات             | الرمز    | التركيب     | الخلايا المفرزة                    | تلوبن الخلايا | العضو الهدف             | التأثير                                   |
| ---------------------- | ------------------- | -------- | ----------- | ---------------------------------- | ------------- | ----------------------- | ----------------------------------------- |
| هرمون موجه لقشرة الكظر | الموجهة القشرية     | ACTH     | عديد ببتيد  | خلية الموجه القشري                 | قعدة          | كظر                     | إفراز القشرانيات السكرية                  |
| بيتا إندورفين          |                     |          | عديد ببتيد  | خلية الموجه القشري                 | قعدة          | المستقبلات الأفيونية    | تثبيط حس الألم                            |
| الهرمون المنبه للدرقية | الموجهة الدرقية     | TSH      | بروتين سكري | خلية موجهة الدرقية                 | قعدة          | الغدة الدرقية           | إفراز الهرمونات الدرقية                   |
| الهرمون المنبه للجريب  | -                   | FSH      | بروتين سكري | خلية موجهة للغدد التناسلية         | قعدة          | الأقناد                 | نمو الجهاز التناسلي                       |
| هرمون ملوتن            | موجه الجسم الأصفر   | LH, ICSH | بروتين سكري | خلية موجهة للغدد التناسلية         | قعدة          | الأقناد                 | إنتاج الهرمونات الجنسية                   |
| هرمون النمو            | الموجهة الجسدية     | GH, STH  | عديد ببتيد  | خلية الموجهة الجسدية               | حمضة          | الكبد، النسيج الشحمي    | يحفز النمو، واستقلاب الدسم والكربوهيدرات  |
| برولاكتين              | الهرمون المولد للبن | PRL      | عديد ببتيد  | خلية موجهة لبنية وخلية موجهة للثدي | حمضة          | المبيضين، الغدد الثديية | إفراز الإستروجين/البروجستيرون، إنتاج حليب |

## خلايا النخامية الأمامية
تحوي الغدة النخامية أمامية عدة أنواع مختلفة من الخلايا الإفرازية . و يوجد في العادة نوع واحد من الخلايا لكل هرمون رئيسي يتكون في هذه الغدة.
و من الممكن تفريق ما لا يقل عن خمسة أنواع من الخلايا واحدا عن الآخر باستعمال ملونات صبغية خاصة تلصق بأضداد عالية الألفة وترتبط مع الهرمونات المميزة، وذلك على النحو التالي:
1. الموجهات الجسدية Somatotropic cell - هرمون النمو البشري إنسان هرمون النمو .
2. الموجهات القشرية Corticotropic cell - الهرمون الموجه لقشر الكظر الهرمون الموجه لقشر الكظر .
3. موجهات الغدة الدرقية Thyrotropic cell - الهرمون المنبة للغدة الدرقية TSH .
4. موجهات القند Gonadotropic cell - الهرمونات موجهات القند التي تشمل الهرمون الملوتن LH و الهرمون المبنه للجريبات FSH .
5. موجهات الألبان Prolactin cell - برولاكتين PRL .[10][11]

و يتكون حوالي 30-40 % من خلايا الغدة النخامية الأمامية من الموجهات الجسدية التي تفرز هرمون النمو ، و حوالي 20 % هي موجهات قشرية تفرز الهرمون الموجه لقشر الكظر . و يكون كل من الأنواع الأخرى من الخلايا حوالي 3-5 % من مجموعها، ومع ذلك فإنها تفرز الهرمونات القوية جدا للتحكم بوظائف الغدة الدرقية و الوظائف الجنسية وإفراز الحليب من الثديين .
و تتلون الموجهات الجسدية بشدة بالملونات الحمضية ؛ و لذلك تسمى الحمضات Acidophil cell . و لهذا تسمى أورام الغدة النخامية الأمامية التي تفرز كميات كبيرة من هرمون النمو البشري الأورام الحمضة acidophilic tumors أو ورم الغدة النخامية ورم الغدة النخامية .
و لا تقع الأجسام الخلوية للخلايا التي تفرز هرمونات الغدة النخامية الخلفية في النخامى الخلفية نفسها بل إنها تتكون من عصبونات كبيرة تقع في النواتين الوطائية فوق البصرية Supraoptic nucleus و جنيب البطين Paraventricular nucleus of hypothalamus ، و ينقل الهرمون منها إلى الغدة النخامية الخلفية في جبلة محاور الألياف العصبية للعصبونات والتي تمر من الوطاء إلى الغدة النخامية الخلفية .